# Pasquale De Angelis
Pasquale De Angelis (Napoli, 1808 – Napoli, 10 settembre 1880) è stato un attore teatrale italiano.

## Biografia
De Angelis, figlio di Giuseppe e di Antonina Manzo, abbandonò gli studi universitari di medicina per avvicinarsi al teatro iniziando dalle compagnie filodrammatiche di dilettanti.
Nel 1830 era nella compagnia Gaetani con Nicola Tofano e Giovanni Antonio Cammarani al teatro San Severino, dove recitavano dilettanti e attori affermati sia in lingua sia in dialetto.
Tra il 1837 e il 1840 collaborò con un giornale, intitolato La Specola, in cui scriveva anche racconti umoristici.
Dopo una intensa attività filodrammatica, entrò nel 1853 nella celebre compagnia di Silvio Maria Luzi al teatro San Carlino, debuttando nella vecchia farsa Fanfan o Un'ora di prigione e recitando accanto ad Antonio Petito che un anno dopo aveva assunto la maschera di Pulcinella
per l'abdicazione del padre Salvatore.
De Angelis era scritturato come 'mamo, mezzo carattere'; Petito soprannominò il De Angelis "buffo barilotto", che si distinse per la caricatura del provinciale pugliese nel personaggio del 'biscegliese'.
A lui, basso, grasso e calvo, Petito gli strappò in scena una sera, per burla, la parrucca e smascherato la sua calvizie e gli affibbiò quel soprannome che restò come indicativo di un ruolo tra i comici del San Carlino.
Alla morte del Petito nel 1876 presentò sulla scena il suo sostituto Giuseppe De Martino. Dalla compagnia del Luzi passò a recitare come caratterista con Eduardo Scarpetta, entrato al San Carlino nel 1869. Morì improvvisamente a Napoli il 10 settembre 1880.
Si sposò con la collega attrice Amalia nel 1861.